# Viva Emptiness
Viva Emptiness es el sexto álbum de estudio de la banda sueca Katatonia de doom metal, publicado en 2003 por Peaceville Records.
Este disco está considerado como el segundo giro estilístico de la banda y presenta por primera vez en la discografía de la banda sueca elementos del metal alternativo, dejando atrás el rock gótico y el shoegaze de anteriores trabajos. El disco ha sido tan polémico como original, y aunque ha sido objeto de discusión por los fanáticos del grupo, para muchos es uno de sus mejores lanzamientos.
En él, Katatonia explora por primera vez el metal progresivo. Además, Jonas Renkse desarrolla, de forma explícita, letras con contenidos totalmente anclados en la vida cotidiana: relaciones sociales, crímenes, asesinatos, alcoholismo, entre otros.
En 2013, se lanzó una reedición remezclada y remasterizada por David Castillo en conmemoración de los 10 años del lanzamiento del álbum, ya que el grupo no estaba satisfecho con el sonido y la producción de la edición original. Esta edición también contiene nuevos arreglos de teclados, como la canción inédita "Wait Outside" y “Inside The City Of Glass” , a la cual Jonas Renkse le añadió pistas de voz y letra, dado que originalmente era instrumental.

## Lista de canciones
1. "Ghost Of The Sun" - 4:07 (Nyström/Renkse)
2. "Sleeper" - 4:08 (Nyström/Renkse)
3. "Criminals" - 3:47 (Nyström/Renkse)
4. "A Premonition" - 3:33 (F. Norrman/Nyström/Renkse)
5. "Will I Arrive" - 4:09 (Nyström/Renkse)
6. "Burn The Remembrance" - 5:22 (Nyström/Renkse)
7. "Wealth" - 4:22 (Nyström/Renkse)
8. "One Year From Now" - 4:02 (Nyström/Renkse)
9. "Walking By A Wire" - 3:22 (Nyström/Renkse)
10. "Complicity" - 4:01 (Nyström/Renkse)
11. "Evidence" - 4:36 (Nyström/Renkse)
12. "Omertà" - 2:58 (Renkse)
13. "Inside The City Of Glass" - 4:08 (Nyström/Renkse)

- Todas las letras por Jonas Renske.

## Créditos
- Jonas Renkse – voz, guitarra, programación
- Anders Nyström – guitarra, teclados, programación, coros
- Fredrik Norman – guitarra
- Daniel Liljekvist – batería, percusión, coros (pista 1)
- Mattias Norrman – bajo y slide guitar (pista 8)